# Det Kongelige Akademi - Arkitektur, Design, Konservering
Det Kongelige Akademi - Arkitektur, Design, Konservering er en højere videregående uddannelsesinstitution under Uddannelses- og Forskningsministeriet. Institutionen blev blev etableret 2. juni 2011 som følge af en fusion mellem Kunstakademiets Arkitektskole, Danmarks Designskole og Kunstakademiets Konservatorskole. Den daglige ledelse varetages af rektor inden for de rammer bestyrelsen har sat. Det Kongelige Akademi har tre hoveduddannelser: arkitektur, design og konservering fordelt på 6 institutter. Godt 10 år efter fusionen blev det besluttet at institutionen skulle have et nyt navn, der afspejler at de tre skoler nu for alvor er blevet ét aktivt, kreativt akademi med fokus på samarbejde og tværfaglighed. Navnet er ’Det Kongelige Akademi – Arkitektur, Design, Konservering’.
Undervisning og forskning på Det Kongelige Akademi baserer sig på de tre vidensfelter: videnskabelig forskning, kunstnerisk udviklingsvirksomhed og professionel praksis. De tre tilgange understøttes af et læringsmiljø hvor projektundervisning, teoriundervisning, værksteder og laboratorier alle er vigtige grundelementer.
Det Kongelige Akademi har campus flere steder, bl.a. i København, Kalundborg og på Bornholm, men størsteparten af institutionen har til huse på Holmen i København.
Det Kongelige Akademi har ca. 2.000 studerende fordelt på bachelor-,kandidat,- ph.d.- og efteruddannelser, og på 3 fagområder:
- Arkitektur
- Design
- Konservering

## Historie
26. maj 2011 vedtog Folketinget Lov om ændring af lov om videregående kunstneriske uddannelsesinstitutioner under Kulturministeriet, der muliggjorde fusionen.
En fusion der i 2011 førte til den nuværende institution, oprindetligt kaldet Det Kongelige Danske Kunstakademis Skoler for Arkitektur, Design og Konservering (KADK), og i 2020 omdøbt til Det Kongelige Akademi, Arkitektur, Design, Konservering. I dag fungerer Akademiet som en selvstændig institution, uafhængigt af Det Kongelige Danske Kunstakademi, som har de billedkunstneriske uddannelser som omdrejningspunkt.

## Rektorer
(2012 - nu) Lene Dammand Lund.